# Giuseppe Maria Brocchi
Pour les articles homonymes, voir Brocchi.
 (février 2022).
Si vous disposez d'ouvrages ou d'articles de référence ou si vous connaissez des sites web de qualité traitant du thème abordé ici, merci de compléter l'article en donnant les références utiles à sa vérifiabilité et en les liant à la section « Notes et références ».
Giuseppe Maria Brocchi, né le 29 octobre 1687 à Florence et mort le 8 juin 1751 à Pieve di San Severo, est un prêtre et écrivain italien.

## Biographie
Né à Florence en 1687, il entre dans les ordres, et obtient, en 1716, le prieuré de Ste-Marie-aux-Ormes, près le Borgo San Lorenzo.  
En 1725, l’archevêque de Florence, Giuseppe Maria Martelli, le nomme recteur du séminaire des jeunes ecclésiastiques : il est protonotaire apostolique, et membre de la societé Colombaria.  
Il meurt le 8 juin 1751. 

## Oeuvres
Plusieurs ouvrages de lui restent conformes à son état. En latin : des Principes généraux de théologie morale ; un traité de l’Occasion prochaine du péché et des récidives. En italien : les Constitutions du séminaire de Florence, et un assez grand nombre de vies de saints réunies en 3 vol. in-4°, et imprimées à Florence, entre 1742 et 1761. 
Un ouvrage aborde l’histoire et la topographie d’une province de la Toscane : Descrizione della provincia del Mugello, con la carta geografica del medesimo, aggiuntavi un’antica cronica della nobile famiglia da Lutiano, illustrata con annotazioni, etc., Florence, 1748, in-4°. 
La famille des Lutiani est une des branches de la famille des anciens Ubaldini de Florence. Elle vient de s'éteindre. La dernière héritière du nom a légué à Brocchi, par testament, en 1726, le château de Lutiano. 
C'est une ancienne habitation de la famille, située au milieu de la province du Mugello ; de là, vient l'intérêt de Brocchi pour cette province et pour la famille des Lutiani. 
La chronique jointe à cet ouvrage commence en 1366 par ser Lorenzo di Tano da Lutiano (Il meurt en 1408, âgé de 93 ans, et la continue jusqu’à sa mort). Elle contient beaucoup de faits personnels, d'autres concernant sa famille, et d'autres qui peuvent servir à l’histoire de la province. Brocchi y joint des explications et des notes.